# Neromia chlorosticta
Neromia chlorosticta är en fjärilsart som beskrevs av Louis Beethoven Prout 1912. Neromia chlorosticta ingår i släktet Neromia och familjen mätare. Inga underarter finns listade i Catalogue of Life.